# Государственный строй Маршалловых Островов
Правительство Маршалловых Островов действует в рамках смешанной парламентско-президентской системы, как указано в Конституции. Выборы проводятся каждые 4 года на всеобщем голосовании для всех граждан старше 18 лет, при этом каждый из 24 избирательных округов избирает одного или нескольких представителей (сенаторов) в Законодательном собрании.
Управление осуществляется в рамках парламентской представительной демократической республики и формирующейся многопартийной системы, в соответствии с которой президент Маршалловых Островов является одновременно главой государства и главой правительства и избирается 33 сенаторами парламента. Исполнительная власть осуществляется правительством. Законодательная власть принадлежит как правительству, так и Нитиджеле (Законодательному собранию). Судебная власть независима от исполнительной и законодательной власти.

## Исполнительная власть

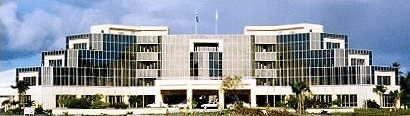
Здание Капитолия Маршалловых Островов

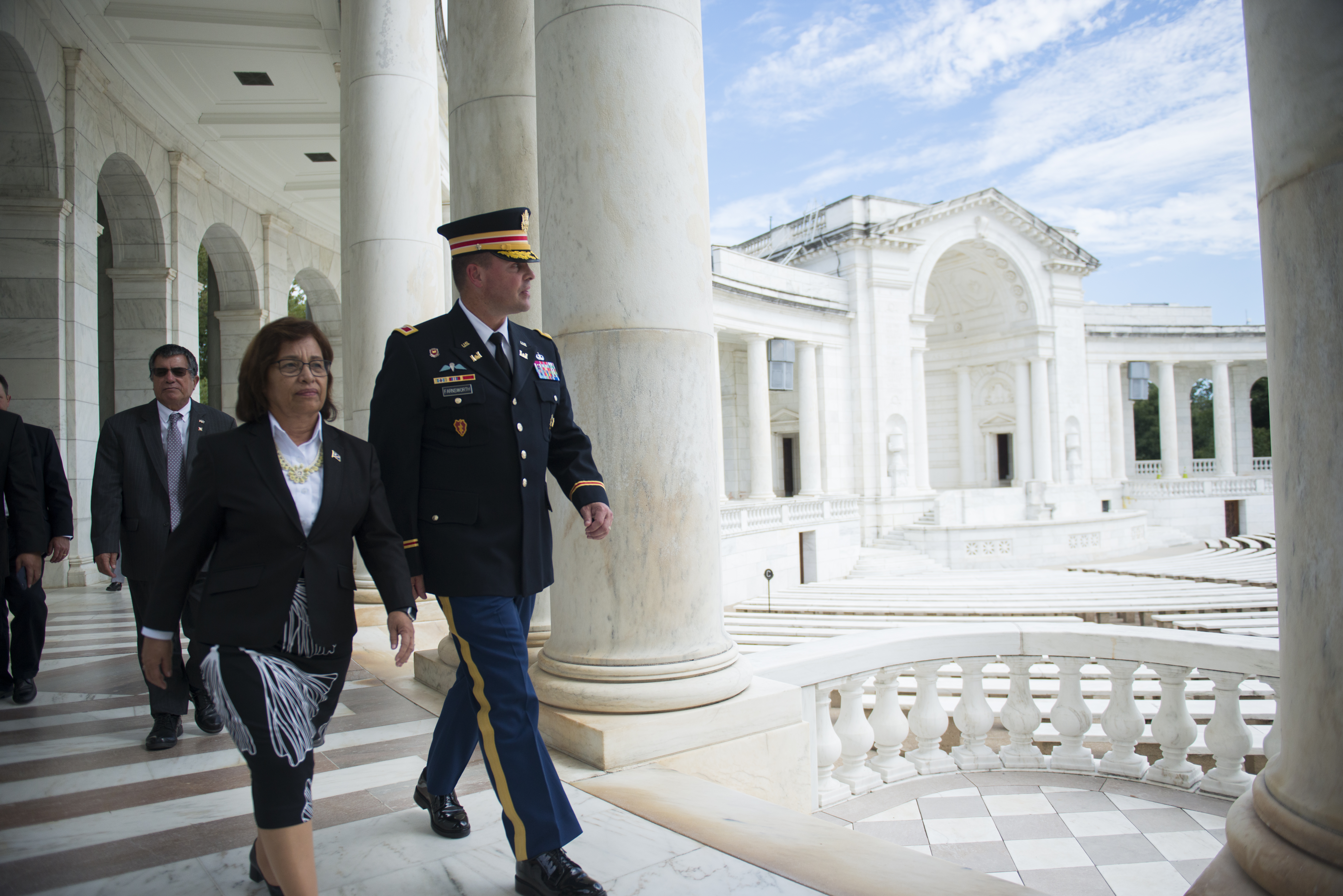
Президент Маршалловых Островов Хильда Хайне идёт по Мемориальному амфитеатру на Арлингтонском национальном кладбище 12 сентября 2017 года

Президент избирается депутатами Законодательного собрания. Президенты выбирают членов кабинета из парламента. В 1979 году Амата Кабуа был избран первым президентом республики. Впоследствии он был переизбран на четырёхлетний срок в 1983, 1987, 1991 и 1996 годах. После смерти Аматы Кабуа на посту президента его двоюродный брат Имата Кабуа победил на внеочередных выборах в 1997 году. Действующий президент был избран и вступил в должность 14 января 2020 года.
Исполнительная власть состоит из президента и президентского кабинета, который состоит из десяти министров, назначаемых президентом с одобрения Законодательного собрания. Президент назначает из числа членов Законодательного собрания министра по оказанию помощи президенту Маршалловых Островов, который действует в качестве заместителя президента.
В январе 2020 года Дэвид Кабуа, сын Аматы Кабуа, был избран новым президентом Маршалловых Островов.

## Законодательная ветвь
Законодательная ветвь правительства Маршалловых Островов состоит из Законодательного собрания и Консультативного совета ироилаплапов. Законодательная власть принадлежит Нитиджеле. Верхняя палата парламента, называемая Советом Ироидж, представляет собой консультативный орган, состоящий из 12 вождей племен. Законодательное собрание состоит из 33 членов, избираемых на четырёхлетний срок в 19 одномандатных и пяти многомандатных округах. Члены называются сенаторами. Законодательный орган в последний раз избирался 17 ноября 2011 года без участия партий, хотя часть членов могла быть членами «Аэлон Кейн Ад» и Объединённой демократической партии.
24 избирательных округа, на которые разделена страна, соответствуют обитаемым островам и атоллам. В настоящее время на Маршалловых Островах действуют четыре политические партии: «Аэлон Кейн Ад» (AKA), «Киен Эо Ам» (KEA), Объединённая народная партия (UPP) и Объединенная демократическая партия (UDP). На выборах в законодательные органы 2011 года власть разделили AKA и KEA.

## Иностранные дела и оборона
Договор о свободной ассоциации с США возлагает исключительную ответственность за международную защиту от США Маршалловым Островам. Он позволяет островитянам жить и работать в США и устанавливает программы экономической и технической помощи.

## Судебная власть
Республика Маршалловы Острова имеет четыре судебные системы: Верховный суд, Высокий суд, окружные и общинные суды и традиционный суд по правам. Судебное разбирательство проводится судьей или присяжными. Юрисдикция суда по традиционным правам ограничена делами, связанными с титулами, земельными правами или другими спорами, вытекающими из обычного права и традиционной практики.